# Комиксы о супергероях
Комиксы о супергероях — один из самых распространённых жанров американских комиксов. Жанр приобрёл известность в 1930-х годах, стал чрезвычайно популярным в 1940-х и остаётся основной формой комиксов в США с 1960-х годов. В комиксах про супергероев рассказываются истории о супергероях и вселенных, в которых они живут.
Начиная с появления Супермена в 1938 году в Action Comics № 1, антологии приключенческих историй, комиксы, посвящённые супергероям (героическим людям с экстраординарными, сверхчеловеческими или божественными способностями и навыками), превратились в широко распространённый жанр. Расцвет их популярности совпал с началом Второй мировой войны и концом Великой депрессии.

## Предшественники
Костюмированные герои с супер-способностями, такие, как Попай и Фантом, появлялись в газетных комиксах за несколько лет до Супермена. Детектив в маске Часы впервые появился в комиксе Funny Pages № 6 (ноябрь 1936 года).

## Золотой век (примерно с 1938 по 1950 год)
В эпоху Великой депрессии и Второй мировой войны появились первые комиксы о супергероях, самыми популярными из которых были Супермен, Бэтмен, Капитан Марвел, Чудо-женщина и Капитан Америка.

## Закат
После Второй мировой войны популярность комиксов о супергероях постепенно снижалась, их продажам отчасти помешали публикация книги «Соблазнение невинных» и исследования преступности среди несовершеннолетних для слушаний подкомитета Сената. К 1954 году только три супергероя всё ещё имели собственные выпуски: Супермен и Бэтмен, которые также появлялись на страницах World's Finest Comics, и Чудо-женщина.

## Серебряный век (примерно с 1956 по 1970 год)
Начиная с 1950-х годов, издательство DC начало выпускать комиксы с обновлёнными версиями своих персонажей-супергероев 1940-х годов, таких как Флэш и Зелёный фонарь, при этом делался больший акцент на элементы научной фантастики. Комиксы Marvel последовали их примеру в 1960-х годах, представив таких персонажей, как Человек-паук, Фантастическая четвёрка, Халк, Тор, Люди Икс и Железный человек, при этом их личности стали более сложными, обладающими большим драматическим потенциалом.

## Бронзовый век (примерно с 1970 по 1985 год)
Комиксы о супергероях стали гораздо более политизированными и касались социальных проблем, как в короткой серии «Зелёный фонарь и Зелёная стрела» Денни О’Нила и Нила Адамса, а также в сюжетной арке «Капитан Америка» Стива Энглхарта о политическом разочаровании супергероя. Это привело к появлению комиксов с более сложными персонажами: The Uncanny X-Men Криса Клермонта и Джона Бирна у Marvel и The New Teen Titans Марва Вольфмана и Джорджа Переса у DC. Темы антигероев стали популярными с появлением Карателя, Росомахи, Призрачного гонщика и возрождением Фрэнком Миллером в 1980-х годах персонажа Сорвиголовы.

## Современный век (примерно с 1985 года по настоящее время)
С выпуском важных деконструирующих работ, таких как Хранители и Возвращение Тёмного Рыцаря, породивших множество подражаний, комиксы о супергероях стали мрачнее. В 1990-х издательство Image Comics представило новых успешных персонажей, включая антигероя Спауна, права на которых обычно оставались за создателями (в отличие от героев, принадлежащих корпорациям Marvel и DC). Мини-серия комиксов Kingdom Come положила конец популярности антигероев и вместо этого поощряла реконструкцию жанра, при этом авторы стремились объединить художественную и литературную сложность супергероев с идеализмом.